# Lee Eastman
Lee Eastman, nacido Leopold Vail Epstein (12 de enero de 1910 - 30 de julio de 1991) fue un abogado del mundo del espectáculo y coleccionista de arte, hijo de Louis y Stella Epstein. Sus hermanas fueron Emmaline y Rose. Se casó con Louise Lindner, heredera  de la fortuna de los grandes almacenes Lindner; tuvieron cuatro hijos incluyendo a John Eastman y Linda McCartney, la primera esposa del ex-Beatle Paul McCartney. Eastman fue el mánager de Paul durante un corto periodo, justo antes de que The Beatles se separasen. Es el abuelo materno de Heather McCartney, Mary McCartney, la diseñadora Stella McCartney y el músico James McCartney. Eastman también fue amigo durante mucho tiempo, abogado y coleccionista de los trabajos de expresionismo abstracto del pintor Willem de Kooning.

## Participación de Eastman con Apple
Cuando la compañía de los Beatles, Apple Corps tenía problemas económicos en 1969, Eastman y Allen Klein consideraron tomar las riendas de la compañía, y de la banda. John Lennon favoreció a Klein, Lennon dijo que le impresionó que se comprendiese sus letras, y comprendió que Klein era muy inteligente. George Harrison y Ringo Starr eligieron a Klein, aunque Lennon dijese en 1970 que él manipuló a Klein dentro de Apple. McCartney prefirió a Eastman, pero fue un 3 contra 1. Por un corto periodo, Klein dirigió Apple y las carreras profesionales de Lennon, Harrison y Starr, mientras Eastman era quien asesoraba a McCartney. La combinación Klein/Eastman no funcionó, y tras una reunión contenciosa, Eastman estaba fuera. Posteriores discrepancias sobre las decisiones hechas por Klein y los otros Beatles sugirieron a McCartney -representado por Eastman- denunciarlos para disolver la asociación, y finalmente tuvo éxito. 
Klein realizó algunos exitosos acuerdos a favor de los Beatles, y ganaron mucho más dinero durante la escasa permanencia de Klein de lo que habían ganado cuando habían sido asesorados por Brian Epstein. Lennon, Harrison y Starr no acabaron muy bien con Klein, y tras una serie de demandas y contrademandas, Klein dejó Apple.
- Datos: Q6513517